# فيليب لامبرتس
فيليب لامبرتس (من مواليد 16 نيسان / أبريل 1963) هو سياسي بلجيكي وعضو في البرلمان الأوروبي منذ عام 2009 ينتمي إلى حزب إيكول ‏ وهو الرئيس المشارك لمجموعة الخضر/التحالف الأوروبي الحر.
يشارك لامبرتس في قيادة مجموعة الخضر/التحالف الأوروبي الحر في البرلمان الأوروبي مع تيري راينتكه، وهو عضو في لجنة الشؤون الاقتصادية والنقدية ولجنة الصناعة والبحوث والطاقة.